# Гросвайль
Гросвайль (нем. Großweil) — община в Германии, в земле Бавария. 
Подчиняется административному округу Верхняя Бавария. Входит в состав района Гармиш-Партенкирхен.  Население составляет 1456 человек (на 31 декабря 2010 года). Занимает площадь 22,04 км².